# David Chew
David Chew é um violoncelista britânico naturalizado brasileiro. Formado pela escola de música Guildhall, de Londres, Chew tocou em várias orquestras, como a BBC Symphony Orchestra, a London Mozart Players e a Orquestra Sinfônica Brasileira. Como violoncelista do quarteto de cordas da Universidade Federal Fluminense, especializou-se em música brasileira e desenvolveu sua paixão pelas obras de Heitor Villa-Lobos, que foram a base para seus estudos de pós-graduação na Universidade de Hull. É diretor do Rio International Cello Encounter e professor de violoncelo da University of Northern Colorado. Por seu álbum Brazilian Fantasy, foi indicado ao Grammy Latino de Musica Clássica de 2006. Ganhou prêmios na Alemanha, França e Grã-Bretanha por suas interpretações das Bachianas Brasileiras, de Villa-Lobos. Foi primeiro-celista da Orquestra Nacional Jovem da Grã-Bretanha e da Orquestra Sinfônica Brasileira. É um dos mais ativos violoncelistas do Brasil.
Em 2009, David Chew recebeu da princesa Anne a Ordem do Império Britânico por seu trabalho no Brasil. No mesmo ano, fez parte do Circuito BNDES Musica Brasilis: de Bach às Bachianas, apresentando-se, ao lado de Rosana Lanzelotte e Antonio Meneses em 28 concertos em igrejas no Rio de Janeiro, em São Paulo, Recife, Tiradentes e Ouro Preto.